# 자크 샤를 프랑수아 스튀름

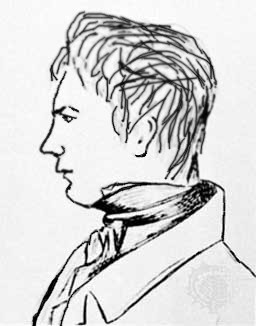

자크 샤를 프랑수아 스튀름(Jacques Charles François Sturm, 1803년 9월 29일 ~ 1855년 12월 15일)은 프랑스의 수학자다. 조제프 리우빌과 함께 스튀름-리우빌 이론을 창시하였다.

## 같이 보기
- 제어이론